# Empirische Kulturwissenschaft Schweiz
Empirische Kulturwissenschaft Schweiz (EKWS), französisch Anthropologie Culturelle Suisse (ACS), italienisch Antropologia Culturale Svizzera (ACS) und bündnerromanisch Antropologia Culturala Svizra (ACS), ist eine Fachgesellschaft der Schweizerischen Akademie der Geistes- und Sozialwissenschaften (SAGW). Sie wurde 1896 vom Schweizer Volkskundler Eduard Hoffmann-Krayer unter dem Namen Schweizerische Gesellschaft für Volkskunde (SGV) gegründet. Ihr Ziel ist die Erforschung der schweizerischen Alltags- und Volkskultur in ihren historischen und gegenwärtigen Erscheinungsformen. Der neue Name wurde an der Jahresversammlung vom 28. Oktober 2023 beschlossen.
Lange Zeit standen Sammlung und Dokumentation von Volksliedern im Mittelpunkt des Interesses, 1906 gründete die SGV das Schweizerische Volksliedarchiv. In den 1930er und 1940er Jahren arbeiteten Volkskundler im Auftrag der Gesellschaft am Atlas der schweizerischen Volkskunde. Ab den 1960er Jahren konzentrierte sich die Gesellschaft auf die Erforschung der historischen Wohnkultur und auf den volkskundlichen Dokumentarfilm. Heute vertritt die EKWS die Interessen der wissenschaftlichen Disziplinen Empirische Kulturwissenschaft, Europäische Ethnologie, Kulturanthropologie, Populäre Kulturen und Volkskunde in der Schweiz. Überdies bringt sie als partizipatives Netzwerk alle wesentlichen Akteure zusammen, die in der Schweiz zu Alltags- und Populärkultur forschen oder diese einer breiten Öffentlichkeit vermitteln.
Die Gesellschaft führte bis Anfang der 2000er-Jahre einen eigenen Verlag und gibt seit 1897 die Fachzeitschrift Schweizerisches Archiv für Volkskunde (SAVk) heraus. Von 1911 bis 2019 veröffentlichte sie zudem das Korrespondenzblatt Schweizer Volkskunde – Folklore suisse – Folclore svizzero. Derzeitiger Präsident ist Walter Leimgruber.
Das Archiv für Bauernhausforschung befindet sich seit 2020 im Freilichtmuseum Ballenberg.